# カルロス・アドリアーノ・デ・ソウザ・クルス
アドリアーノ（Adriano）こと、カルロス・アドリアーノ・デ・ソウザ・クルス（Carlos Adriano de Sousa Cruz、1987年9月28日 - ）は、ブラジル・バイーア州バレンシア出身のサッカー選手。ECジャクイペンセ所属。ポジションはフォワード。
Kリーグ時代の登録名はアドリアーノ（ハングル: 아드리아노）。

## 経歴

### クラブ
2017年1月16日、中国・甲級リーグの石家荘永昌へ完全移籍した。